# おとめ座OY星
おとめ座OY星（おとめざOYせい、OY Virginis、OY Vir）は、おとめ座の方向に位置する脈動変光星である。

## 概要
おとめ座OY星は、脈動変光星の中でも半規則型変光星（SRS型）に分類される。極大等級が7.51で、そこから0.06等以下の減光を示す。SRS型は、2001年に発行された変光星総合カタログの第76弾変光星名一覧で、半規則型変光星の新たな細分類として加わった型であり、周期が数日から1ヶ月程度と短い赤色巨星で、変光の振幅は0.3等級未満である。
おとめ座OY星のスペクトル型は、M0 IIIとされ、やはり赤色巨星である。

## 名称
「おとめ座OY星」という名称は、変光星の命名規則に従って2003年に付与されたもので、おとめ座で312番目の変光星であることを意味する。